# Юліанський рік (астрономія)
Юліанський рік (символ a) — одиниця вимірювання часу тривалістю рівно 365,25 дня по 86 400 секунд SI кожен, що еквівалентно 31 557 600 секундам. Відповідає середній тривалості року в Юліанському календарі, який раніше використовували у Європі як загальноприйнятий. В астрономії застосовується для зручності, як одиниця, що наближено дорівнює земному сонячному року. Юліанський рік є довшим за сонячний на 11 хвилин 14 секунд, що становить різницю в близько один день за 128 років.